# Gilles Eduar
Gilles Edouard Serrigny (São Paulo, 11 de dezembro de 1958), conhecido como Gilles Eduar, é um escritor, ilustrador e músico brasileiro.

## Biografia
Gilles nasceu em São Paulo em 1958, filho de pais franceses. Formou-se em arquitetura pela FAU-USP. Casado com a estilista e designer Maria Eduar. 
Durante os anos 1980 participou das bandas Zero e Luni e do grupo de teatro Lili W. 
Em 1988 publicou seu primeiro livro de poesia, Olhar Etrusco. Nos anos 90 morou na França onde publicou como autor e ilustrador mais de 20 livros, a maioria pela editora Albin Michel Jeunesse, com títulos traduzidos em 10 idiomas.[carece de fontes?]
Retornou ao Brasil em 2000 e,  desde então, vem sendo publicando livros para crianças por diversas editoras Companhia das Letrinhas, WMF Martins Fontes, Jujuba, Ática, Laranja Original, Ameli, Bayard (França) e Boyds Mills & Kane (USA).[carece de fontes?]
Em 2008 ficou em terceiro lugar do Prêmio Jabuti, com o livro Alfabeto de Histórias e em 2019 o Prêmio FNLIJ, concedido pela Fundação Nacional do Livro Infantil e Juvenil, pelo livro História da Terra 100 Palavras.
Os livros de Gilles foram publicados em diversas línguas: coreano, espanhol. holandês, catalão, francês e inglês.
Atualmente trabalha com artes visuais e ministra seminários e oficinas sobre Narrativas Visuais e Processo Criativo. Sempre que pode, se dedica à música, como saxofonista do grupo Lucky Man. Em 2019, comemorando "35 anos em Obras", lançou seu segundo livro para adultos, Pequenas Histórias de Amor e Morte, e realizou a exposição de pintura Tantos Mundus, com a curadoria de Renato de Cara.[carece de fontes?]

## Prêmios
- 2020 — Um dos 30 Melhores Livros Infantis do Ano do Prêmio Crescer, com "Tralalá tem trem"[6]
- 2019 — Vencedor do Prêmio FNLIJ na categoria Informativo, com "A história da Terra 100 palavras"[5]
- 2011 — Um dos 30 Melhores Livros Infantis do Ano do Prêmio Crescer, com a ilustração de "Mamãe é um Lobo!"[7]
- 2009 — 3º colocado do 51º Prêmio Jabuti na categoria Ilustração de Livro Infantil ou Juvenil, com "Alfabeto de Histórias"[4]

## Livros

### Pulicados na França
- L'Envol de Djo. Paris, Albin Michel, 1994, ISBN 2226067183
- Les Ailes du Crocodile. Paris, Albin Michel, 1995, ISBN 2226070788
- La Planette de A à Zèbre. Paris, Albin Michel, 1995, ISBN 978-2226129055
- Basile et le chercheur d'or. Paris, Albin Michel, 1997, ISBN 2226082115
- La Traversée d'Anatole. Paris, Albin Michel, 1998, ISBN 2226091033
- La Ruse du  Dragon. Paris, Albin Michel, 1999, ISBN 9782226101136
- La Naissance (coletânea). Paris, De La Martiniere Jeunesse, 1999, ISBN 2732425176
- Nestor Petipopotame. Paris, Albin Michel, 1999, ISBN 9782226101266
- De A à Zèbre : Le grand voyage d'Adèle et Zorba - L'abécédaire . Paris, Albin Michel, 2000, ISBN 9782226112231
- Les Métiers de A à Zèbre. Paris, Albin Michel, 2003, ISBN 2226141111
- La Vague. Paris, Mila Edition, 2003, ISBN 2840063875
- La Maison des Chats. Paris, Albin Michel, 2005, ISBN 9782226149527
- Djô, Collection Coup de Cœur d'Ailleurs . Paris, Rue de Monde, 2006, ISBN 2355044155
- Un Loup peut en cacher un autre. Paris, Sarbacane, 2006, ISBN 284865126
- L’Imagier des Jouets. Paris, Albin Michel, 2007, ISBN 9782226157669
- Tralala train train. Paris, Albin Michel, 2007, ISBN 9782226170279
- Toute une Histoire . Paris, Albin Michel, 2008, ISBN 9782226172075
- L’Arbre. Paris, Albin Michel, 2010, ISBN 9782226183422
- Le Petit Pompier. Paris, Bayard, 2014, ISBN 9782747050685
- Djô, Collection *Coup de Cœur d'Ailleurs, Le Brésil '. Paris, Rue du Monde, 2016, ISBN 2355044155

### Publicados no Brasil
- Ossos do Ofício. São Paulo, Companhia das Letrinhas, 2001, ISBN 9788574061023
- Todo Mundo vai ao Circo . São Paulo, Companhia das Letrinhas, 2002, ISBN 9788574061375
- Djô. São Paulo, Martins Fontes, 2003, ISBN 9788533619142
- Diálogos Interessantíssimos. São Paulo, Companhia das Letrinhas, 2003, ISBN 9788574061887
- Persifal e Dagobert. São Paulo, Martins Fontes, 2004, ISBN 8533620810
- O Marujo das Árvores. São Paulo, Martins Fontes, 2005, ISBN 9788533622173
- «livro digital» (em https://www.amazon.com.br/marujo-das-%C3%A1rvores-Gilles-Eduar-ebook/dp/B0943CB11K) . São Paulo, Martins Fontes, 2021.
- Alfabeto de Histórias. São Paulo, Ática, 2008, ISBN 9788508110643
- Poesias do Nilo. São Paulo, Companhia das Letrinhas, 2009, ISBN 9788574060866
- Espetáculo de Números . São Paulo, Ática, 2010, ISBN 8508126794
- Diálogos Fabulosíssimos. São Paulo, Companhia das Letrinhas, 2011, ISBN 9788574064970
- Os Desejos de Nina. São Paulo, Companhia das Letrinhas, 2012, ISBN 9788574065571
- E Agora Papagaio?. São Paulo, Companhia das Letrinhas, 2013, ISBN 8561695463
- Brasil 100 Palavras. São Paulo, Companhia das Letrinhas, 2014, ISBN 97885740662262015
- Brasil de Fio a Pavio. São Paulo, Ática, 2016, ISBN 9788508175611
- História da Terra 100 Palavras. São Paulo, Ática, 2018, ISBN 9788574068459
- Pequenas Histórias de Amor e Morte e outros assuntos referentes. São Paulo, Laranja Original, 2019, ISBN 9788592875510
- Asas do Crocodilo, 2a edição. São Paulo, WMF Martins Fontes, 2019, ISBN 9788546902439
- Tralalá Tem Trem. São Paulo, Jujuba, 2020, ISBN 9788562637032
- Marina e Makolelê. São Paulo, Leiturinha, 2020, ISBN 9788562637032
- A Travessia de Anatole. São Paulo, Ameli, 2021, ISBN 9786589173021

### Publicados nos Estados Unidos
- Jooka Saves the Day. London, Orchard Books, 1997, ISBN 9780531300367
- Dream Journey. London, Orchard Books, 1997, ISBN 9780531300367
- Gigi and Zachary’s Around the World Adventure. EUA, Chronicle Books, 2003, ISBN 97808118390992005
- Gigi and Zachary’s go to work. EUA, Chronicle Books, 2005, ISBN 9780811847001

### Ilustrados por Gilles Eduar

#### Estados Unidos
- Here comes Dr Hippo. EUA, Boyds Mills & Kane, 2012, ISBN 9781590788516
- Here Comes Firefighter Hippo (Little Hippo). EUA, Boyds Mills & Kane, 2013, ISBN 9781590789681
- Here Comes Truck Driver Hippo. EUA, Astra Publishing House, 2021, ISBN 9781635925890

#### Brasil
- Arca de Noé. Autor, Leo Cunha, São Paulo, FTD, 2011, ISBN 9788520936054
- Diversidade. Autora, Tatiana Belinky, São Paulo, FTD, 2014, ISBN 9788520000908
- Carolina. Autor, Walcyr Carrasco, FTD, 2021, ISBN 9781635925890
- João e Maria. Autor, Flávio de Souza, São Paulo, FTD, 2010, ISBN 9788532275561
- Os Três Porquinho. Autora, Ana Maria Machado, São Paulo, FTD, 2004, ISBN 9788532252206
- Menina Papagaio. Autor,Ilan Brenman , DCL, 2012, ISBN 9788536811840
- Mamãe é um Lobo'. Autor, Ilan Brenman, São Paulo, Brinque Book, 2012, ISBN 9788574123158
- Profissonhos. Autor, Leo Cunha, São Paulo, Planeta Infantil, 2013, ISBN 9788542200850
- Castelos, Princesas e Babás. Autor, Leo Cunha , Planeta Infantil, 2014, ISBN 9788573197983
- Meditação. Autor, Sandro Bosco , Matrix, 2018, ISBN 8582301707